# Palayan
Palayan is een stad in de Filipijnse provincie Nueva Ecija op het eiland Luzon. Bij de laatste census in 2007 had de stad bijna 34 duizend inwoners.

## Geografie

### Bestuurlijk indeling
Palayan is onderverdeeld in de volgende 19 barangays:
| - Aulo - Bo. Militar - Ganaderia - Maligaya - Manacnac - Mapait - Marcos Village - Malate - Sapang Buho - Singalat | - Atate - Caballero - Caimito - Doña Josefa - Imelda Valley - Langka - Santolan - Popolon Pagas - Bagong Buhay |

## Demografie
Palayan had bij de census van 2007 een inwoneraantal van 33.506 mensen. Dit zijn 2.253 mensen (7,2%) meer dan bij de vorige census van 2000. De gemiddelde jaarlijkse groei komt daarmee uit op 0,96%, hetgeen lager is dan het landelijk jaarlijks gemiddelde over deze periode (2,04%). Vergeleken met de census van 1995 is het aantal mensen met 6.655 (24,8%) toegenomen.
De bevolkingsdichtheid van Palayan was ten tijde van de laatste census, met 33.506 inwoners op 45,6 km², 734,8 mensen per km².
Aliaga · Bongabon · Cabanatuan · Cabiao · Carranglan · Cuyapo · Gabaldon · Gapan · General Mamerto Natividad · General Tinio · Guimba · Jaen · Laur · Licab · Llanera · Lupao · Nampicuan · Palayan · Pantabangan · Peñaranda · Quezon · Rizal · San Antonio · San Isidro · San Jose · San Leonardo · Santa Rosa · Santo Domingo · Muñoz · Talavera · Talugtug · Zaragoza